# Khmelevoi
Khmelevoi (en rus: Хмелевой) és un poble (un possiólok) de l'óblast d'Astracan, a Rússia, segons el cens del 2010 tenia 371 habitants.